# Miroslav Hauner
Miroslav Hauner (* 5. května 1950 Plzeň) je český fotograf.

## Život
Od reportážní fotografie se postupně dostal k fotografování krajiny, architektury a umění, věnuje se především rodnému regionu. Jeho obrazové knihy Západní Čechy a Česká krajina vyšly opakovaně v desetitisícových nákladech, druhá zmíněná získala v roce 1986 ocenění v soutěži o nejkrásnější knihu roku.
V roce 1990 založil s fotografem a grafikem Milanem Kinclem nakladatelství KINCL & HAUNER, které svou produkci zaměřovalo především na pohlednice Prahy, Plzně, Karlových Varů, Mariánských Lázní, vánočních a velikonočních přání a obrazových publikací.

## Knihy
- Plzeň (1976, část fotografií)
- Západní Čechy: krajina, architektura, umění (1980, 1982, 1984, 1987)
- JOSEF, Dušan; HAUNER, Miroslav; VINTER, Vlastimil; DYRYNKOVÁ, Vlasta. Mosty: Naše mosty historické a současné. Redakce Jaroslava Hrachovcová, Tomáš Fleischman. 1. vyd. Praha: Nakladatelství dopravy a spojů (Nadas), 1984. 226 s. – část fotografií
- Česká krajina (1986, 1990, ISBN 80-7088-000-7)
- Plzeň – Města ČSSR (1986, část fotografií)
- Plzeň – Město (1995, ISBN 80-900104-3-1)
- Katedrála sv. Bartoloměje (1998, fotografie)
- Dějiny západních Čech – I. díl, Od pravěku do poloviny 18. století (2004, část fotografií)
- Jiří Kovařík (2012)